# Poliaccoppiato
Un poliaccoppiato è un materiale impermeabile costituito da più strati, generalmente di polietilene, carta e alimentare e il confezionamento di alimenti. Gli esempi più comuni di poliaccoppiati sono quelli comunemente definiti Tetra Pak.
I poliaccoppiati sono difficilmente riciclabili, attualmente il riciclaggio degli imballaggi in poliaccoppiato viene definito da ogni singolo Comune, a seconda dei diversi codici di riciclaggio e destinato alla raccolta differenziata di carta o plastica. Dei poliaccoppiati che divengono rifiuto normalmente viene ad oggi separata la componente carta per essere riciclata, mentre le componenti plastica-alluminio diventano uno scarto o un sottoprodotto, che possono essere recuperate e lavorate per divenire un nuovo materiale, producendo, ad esempio, l'EcoAllene.